# Dekkan

Hochland von Dekkan

Dekkan oder Dekhan, englisch Deccan, (vgl. Hindi दक्खिन dakkhin [ˈd̪ʌkːʰɪn], von Sanskrit दक्षिण dakṣiṇa [ˈd̪ʌkʂɪɳʌ], deutsch ‚Süden‘) ist eine dreieckige Landfläche auf dem südlichen Teil des Indischen Subkontinents, die im Norden vom Satpuragebirge, im Westen von den parallel zum Arabischen Meer verlaufenden Westghats und im Osten von den Ostghats am Golf von Bengalen begrenzt wird. Im Süden erstreckt sich der Dekkan bis zum ungefähren Zusammentreffen der beiden Gebirgszüge.

## Geographie

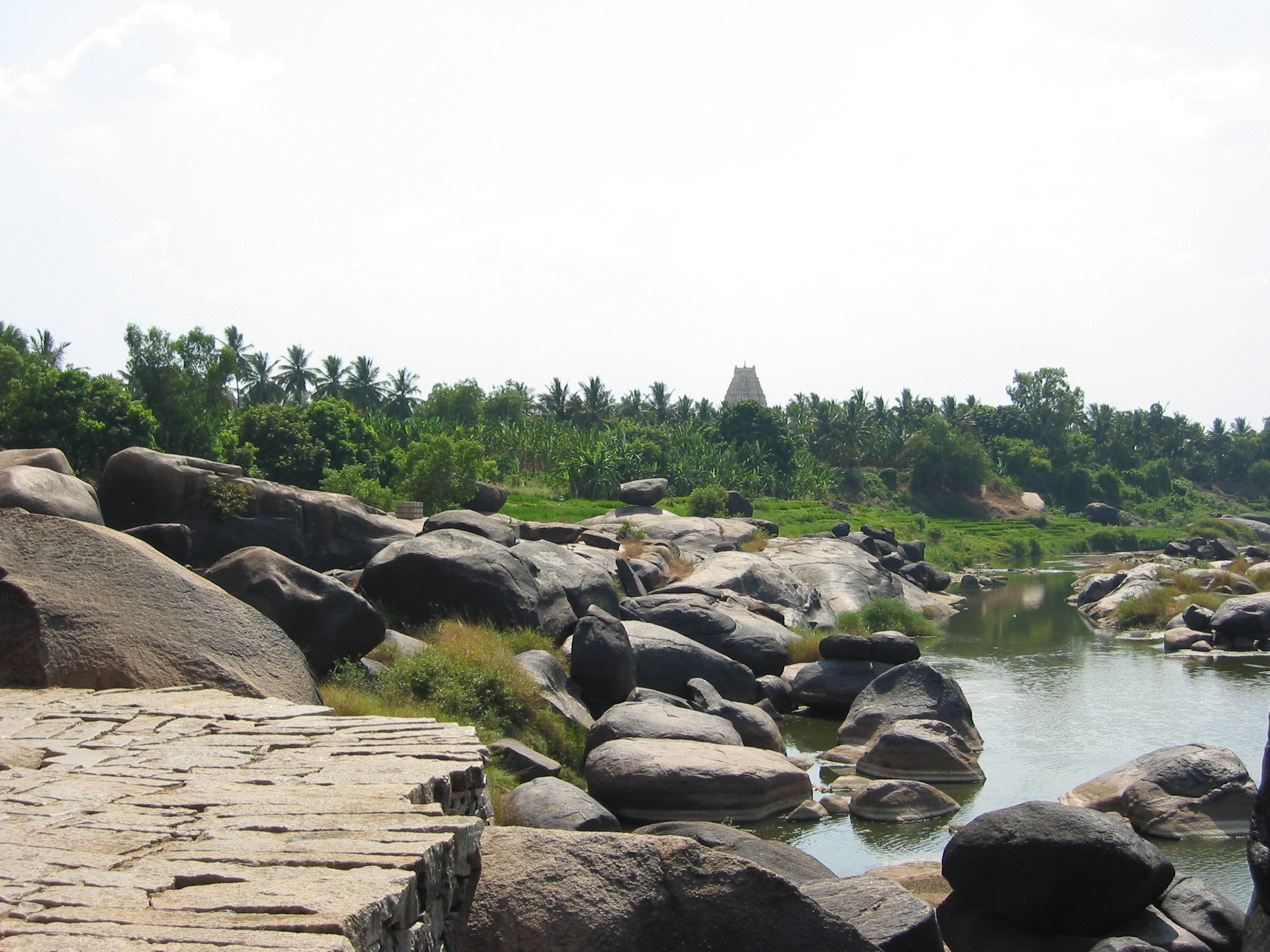
Tungabhadra-Fluss bei Hampi

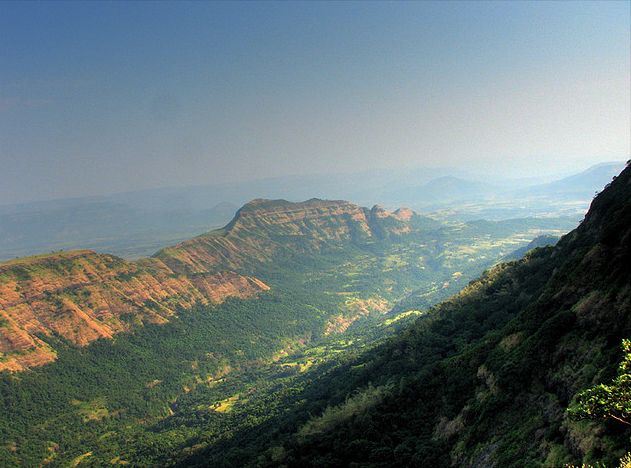
Dekkan-Trapp in Maharashtra

Zu unterscheiden ist zwischen dem gesamten Dekkan und dem Hochland von Dekkan. Das Plateau erstreckt sich im Norden bis in die Landschaft um den Fluss Tapti und grenzt dort an die Gebirgszüge des Satpura, im Westen und Osten bilden die Gebirgszüge der Westghats und Ostghats die Grenzen, die im Süden nahezu zusammenstoßen. Es ist ein Tafelland, im Osten gewellt, das nach Westen hin abflacht und ausgedehnte Ebenen bildet. Der Dekkan-Trapp im Nordwesten ist mit etwa 500.000 km² eine der größten Basaltflächen der Erde. Im Westen betragen die Höhen des Dekkan-Plateaus 1000 bis 1300 m, im Zentrum 500 bis 600 m. Die den Westghats entspringenden Flüsse durchfließen das Plateau in östlicher Richtung und münden in den Golf von Bengalen.
Neben vereinzelten Bereichen mit alluvialen und diluvialen Böden herrschen fruchtbare Schwarzerde- und Laterit-Böden vor. Das Dekkan-Plateau ist verhältnismäßig trocken, weil der Südwest-Monsun von den Westghats abgehalten wird. Die Landwirtschaft ist daher auf Bewässerung angewiesen.

## Bevölkerung
Die vorherrschenden Sprachgruppen sind Marathi, Oriya, Telugu, Kannada und Tamil, kleine Gruppen der Urbevölkerung Südindiens bilden die Bhil und Kol. Die muslimische Bevölkerung, die vor allem in den Städten ansässig ist, spricht meist Urdu.

## Geschichte
Ob die Neolithisierung des Dekkan aus Ostindien erfolgte oder vor Ort stattfand, ist umstritten. Die wilden Vorläufer von Hirse (Brachiaria ramosa) und Quirlige Borstenhirse (Setaria verticillata (L.) P. Beauv.) wuchsen in den Savannen des südlichen Dekkan, ebenso wie wilde Gurken (Cucumis sativus L.).
Das Neolithikum des südlichen Dekkan wird in die folgenden Phasen unterteilt:
| Phase                       | Datierung (Jahr v. Chr.) |
| --------------------------- | ------------------------ |
| Ashmound-Tradition, Phase 1 | 2800–2200                |
| Ashmound-Tradition, Phase 2 | 2200–1800                |
| Ashmound-Tradition, Phase 3 | 1800–1000                |

Erst ab dem frühen 2. Jahrtausend v. Chr. (Chalkolithikum) wurden Weizen, Gerste und Hülsenfrüchte angebaut. Nutzpflanzen aus China oder Zentralasien tauchen um die Wende zum 2. Jahrtausend auf. Es handelt sich um Hirse (Setaria italica L., Panicum miliaceum L.) und Hanf (Cannabis sativa L.).
Vom 3. bis zum 14. Jahrhundert waren die Könige von Orissa Herrscher des Landes; dann wurde das Land durch das Sultanat von Delhi unter Ala ud-Din Khalji erobert. Im 14. und 15. Jahrhundert entstanden die sogenannten Dekkan-Sultanate, die sukzessive zu Provinzen des Mogulreichs wurden. Im Jahr 1676 begründete Shivaji einen eigenen Staat der Marathen. Im Jahr 1818 schließlich kam der Dekkan unter die Herrschaft der Britischen Ostindien-Kompanie. Nach den Deccan Riots der Jahre 1874/1875 kamen im Verlauf einer schweren Hungersnot von 1876 bis 1877 schätzungsweise 1,3 Millionen Menschen ums Leben.